# Верхняковское сельское поселение
Верхняковское сельское поселение — муниципальное образование в Верхнедонском районе Ростовской области. 
Административный центр поселения — хутор Верхняковский.

## Административное устройство
В состав Верхняковского сельского поселения входят:
- хутор Верхняковский
- хутор Макаровский
- хутор Михайловский
- хутор Павловский
- хутор Поздняковский

## Население
| 2010  | 2012  | 2013  | 2014  | 2015  | 2016  | 2017  |
| ----- | ----- | ----- | ----- | ----- | ----- | ----- |
| 1669  | ↘1631 | ↘1588 | ↘1549 | ↘1513 | ↘1487 | ↘1447 |
| 2018  | 2019  | 2020  | 2021  |       |       |       |
| ↘1412 | ↘1373 | ↘1331 | ↘1326 |       |       |       |